# Agora É que Conta
Agora é que Conta foi um concurso de televisão português apresentado por Leonor Poeiras, transmitido nas tardes da TVI com estreia a 21 de Setembro de 2010. A apresentação esteve a cargo de Fátima Lopes até ao fim do ano de 2010, e a primeira emissão obteve 5% de audiência média e 40.4% de share.
Posteriormente, com o início de A Tarde É Sua, Leonor Poeiras foi a escolhida para liderar o programa a 3 de Janeiro de 2011, que viria a terminar no dia 14 de Outubro de 2011.